# Nome de la Muraille blanche

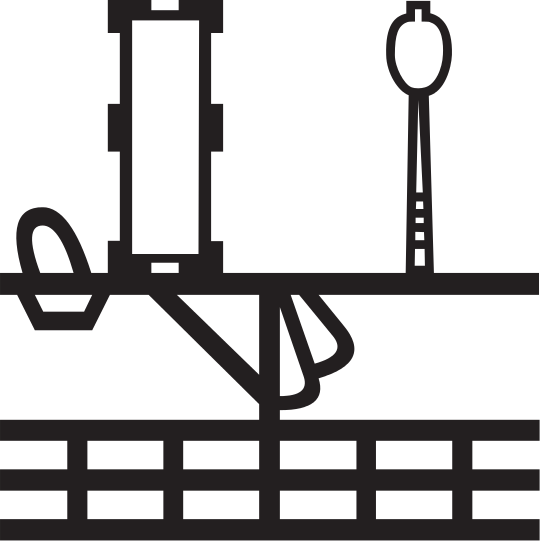
Hiéroglyphe symbole du Nome.

Le nome de la Muraille blanche (Ineb-Hedj) est l'un des 42 nomes (division administrative) de l'Égypte antique. C'est l'un des vingt nomes de la Basse-Égypte où il porte le numéro un.

## Géographie
Ce nome faisait près de 42 km de long selon la liste des nomes de Sésostris Ier.
Ce nome a la particularité de couvrir la partie septentrionale de la mince vallée du Nil et le coin méridional du delta du Nil. Il est donc à la jonction entre la Haute-Égypte (la mince vallée du Nil depuis Éléphantine) et la Basse-Égypte (le delta), raison pour laquelle Memphis, sa capitale, a été appelée « Mekhat-Taouy » (Mḫȝ.t-tȝ.wy), c'est-à-dire la « Balance des Deux Terres ».
Les limites géographiques du nome ne sont pas certaines. Ainsi, Pierre Montet écrivait en 1957 :
- côté rive occidentale, la limite méridionale du nome était située un peu au nord de Licht (21e nome de Haute-Égypte) (incluant donc les nécropoles de Mazghouna et Dahchour dans le nome de la Muraille blanche) et la limite septentrionale était située entre Létopolis (2e nome de Basse-Égypte) et Abou Rawash,
- côté rive orientale, la limite méridionale du nome était située un peu au sud d'Helwan, en face de Dahchour (ce qui fait que la limite nord du 22e nome de Haute-Égypte  était située bien plus au nord que celle du 21e nome de Haute-Égypte), et la limite septentrionale était située un peu au sud d'Athar en Naby (en) (13e nome de Basse-Égypte).

Cependant, en 1961, Pierre Montet indique que la frontière méridionale du nome côté rive occidentale devait se situer entre Saqqarah et Dahchour, ce qui fait que la frontière méridionale du nome était située approximativement à la même latitude pour les deux rives.
Hans Wolfgang Helck, en 1974, a publié un carte du nome dans laquelle la limite septentrionale du nome est, côté rive orientale, située en accord avec Pierre Montet au sud d'Athar en Naby (en) mais, côté rive occidentale, entre Zaouiet el-Aryan et Gizeh, soit bien plus au sud que ce qu'a proposé Pierre Montet, excluant ainsi de fait Gizeh et Abou Rawash du nome de la Muraille blanche. Dans le même sens, certains indices montrent que la nécropole d'Abou Rawash a servi de nécropole à Létopolis, capitale du 2e nome de Basse-Égypte. Concernant la limite méridionale, il l'a faite passer celle côté rive orientale juste au nord d'Helwan, contrairement à Pierre Montet, et côté rive occidentale, au sud de Licht.
Michel Dessoudeix, en 2008, revient sur le choix de 1957 de Pierre Montet et place la frontière un peu au nord de Licht. Il est cependant à noter que sur les cartes de la Basse-Égypte de l'ouvrage de Michel Dessoudeix, le nome de la Muraille blanche est circonscrit à la rive occidentale, ce qui fait que le 22e nome de Haute-Égypte et le 13e nome de Basse-Égypte étaient frontaliers.

## Histoire

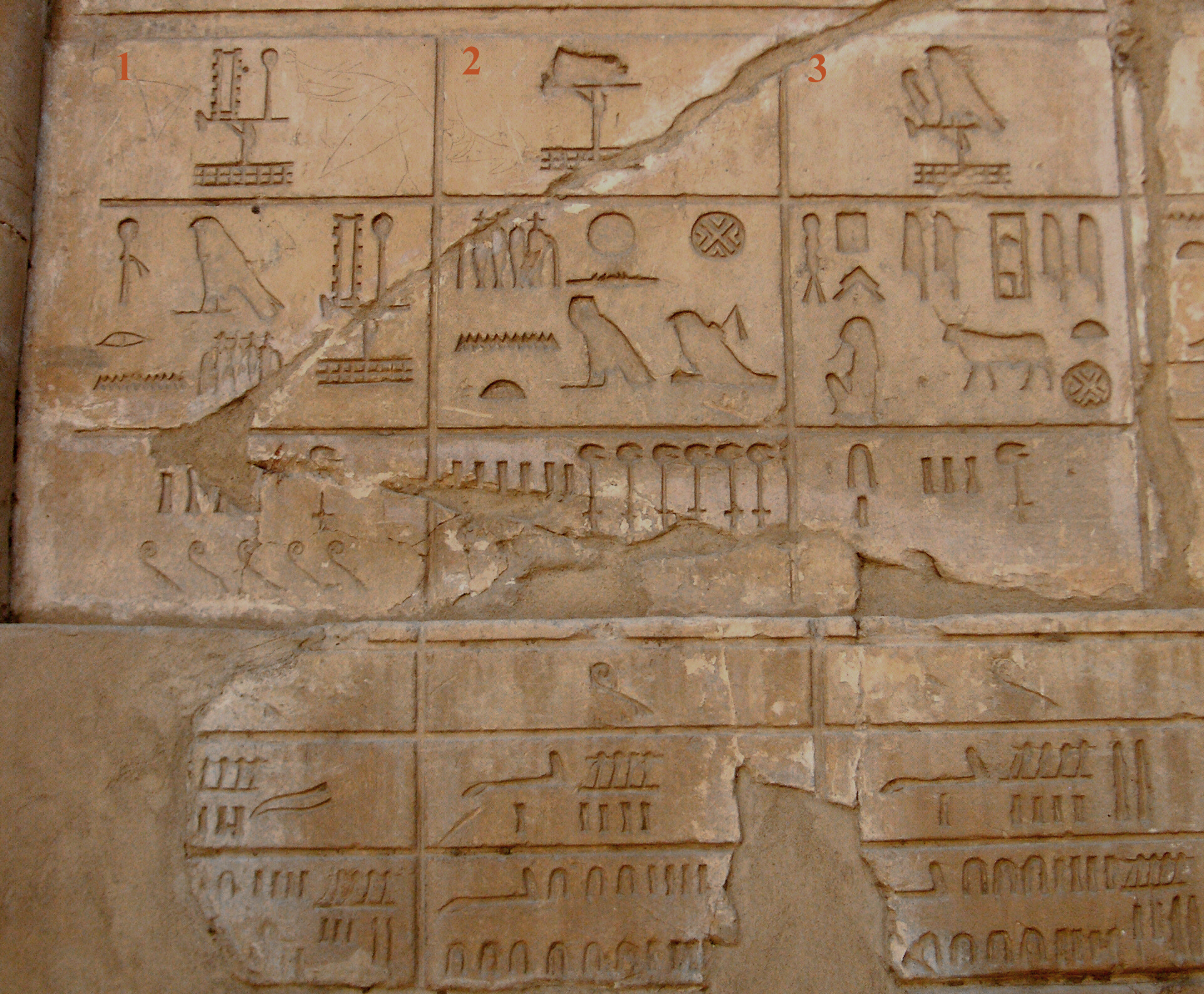
Ineb-Hedj, premier nome sur le mur de la Chapelle Blanche de Sésostris Ier à Karnak

Ce nome est marqué par sa capitale, Memphis. Cette ville, fondée au cours de la période prédynastique, devint la capitale du pays pendant la période thinite et l'Ancien Empire comme l'attestent les nombreuses nécropoles royales et d'élites. Cependant, la région est habitée depuis longtemps : en effet, le cimetière d'El-Omari a été utilisé de 4 700 à 4 300 avant l'ère commune avec près de 43 sépultures découvertes, les cimetières (culture de Maadi-Bouto) de Maadi (76 sépultures) et Ouadi Digla (471 sépultures) utilisés de 3 800 à 3 500 avant l'ère commune ainsi que des poteries découvertes à Gizeh et Tourah. 
À la fin de la période prédynastique, quelques indices montrent que la région avait déjà une certaine importance : des palettes de pierre ont été découvertes aux alentours d'Abousir, le cimetière d'Helwan est occupé au plus tard à partir du règne de Ka, prédécesseur de Narmer, mais aussi et surtout, Memphis est citée sur une inscription rupestre au Ouadi 'Ameyra, dans le Sinaï, datée du règne d'Iry-Hor, prédécesseur de Ka. Cependant, c'est surtout à partir du règne de Aha, successeur de Narmer, que la région se développa avec l'installation d'un cimetière pour les élites à Saqqarah-Nord, le cimetière d'Helwan continua d'être utilisé, mais pour une élite moins importante pendant les trois premières dynasties, malgré la présence de quelques tombes princières de la IIe dynastie. D'autres cimetières existent dans la région au cours de la période thinite : Abou Rawash (dont un cimetière d'élites pendant la première partie de la Ire dynastie), Gizeh-Sud, Zaouiet el-Aryan et Abou Ghorab pour la rive ouest, Héliopolis, Vieux-Caire, Maadi, Tourah. Cependant, petit à petit, au cours des IIe et IIIe dynasties, ces nécropoles se sont réduites jusqu'à ne plus être utilisées, au profit de l'énorme nécropole Saqqarah-Nord/Abousir-Sud,. Il est probable qu'alors, la ville de Memphis était située aux abords de cette nécropole de Saqqarah-Nord/Abousir-Sud,.
Au cours de l'Ancien Empire, la ville continua de se développer comme l'attestent les nombreuses et énormes nécropoles royales de cette période, mais il est possible que le palais royal suivit l'installation de la nécropole : Meïdoum (21e nome de Haute-Égypte) puis Dahchour, puis Gizeh et Abou Rawash (2e nome de Basse-Égypte) puis Saqqarah-Sud et enfin Abousir et à nouveau Saqqarah-Sud. À Saqqarah-Sud, le roi Pépi Ier construisit son complexe funéraire nommé « Pépi-Men-nefer », c'est-à-dire « Pépi est stable de perfection ». Or ce nom abrégé en Men-nefer sera celui que prit la ville de Memphis au cours du Nouvel Empire, ce qui sera hélénisé en Memphis bien plus tard.
À la chute de l'Ancien Empire, l'Égypte se divisa en plusieurs entités, dont Thèbes (XIe dynastie) et Héracléopolis Magna (IXe/Xe dynasties) qui sortirent clairement du lot au cours de la Première Période intermédiaire. Il est possible que Memphis redevint capitale et nécropole royale sous le régime des héracléopolitains, après la conquête de cette dernier, comme le suggère l'égyptologue Arkadiy F. Demidchik.
Si, au début du Moyen Empire, l'histoire du nome semble un peu s'éclipser au profit de Thèbes, la victorieuse, puis de Licht (21e nome de Haute-Égypte), le nome garda de l'importance avec la relocalisation de la nécropole royale à Dahchour et Mazghouna au cours de la seconde partie de la période. Cependant, c'est surtout au cours du Nouvel Empire que le nome se développa à nouveau, notamment pendant la période post-amarnienne (jusqu'au déplacement de la capitale à Pi-Ramsès), pendant laquelle la ville redevint capitale royale, même si un palais royal existait déjà sous les thoutmôsides, comme l'atteste d'ailleurs la nécropole située là où plus tard le Bubasteion sera situé, mais aussi la nécropole située au sud des barques d'Ounas.
Si au cours de la Troisième Période intermédiaire, Memphis resta une ville importante (les rois de la XXIIe dynastie donnèrent l'important poste de grand prêtre de Ptah à un membre de leur famille), la ville ne semble plus jouer de rôle politique majeure : les villes du Delta et la ville d'Héracléopolis Magna semble jouer un rôle plus important, étant des capitales de petits royaumes lors du démembrement de la royauté tanite,. Par la suite, à partir de la Basse Époque, le pouvoir se déplace de manière définitive au nord, dans le delta, d'abord à Saïs, puis à Alexandrie pendant la période gréco-romaine. La ville de Memphis resta malgré tout un important centre religieux, la nécropole de Saqqarah étant le cœur de cultes liés aux hypostases de divinités égyptienne.

## Divinités locales

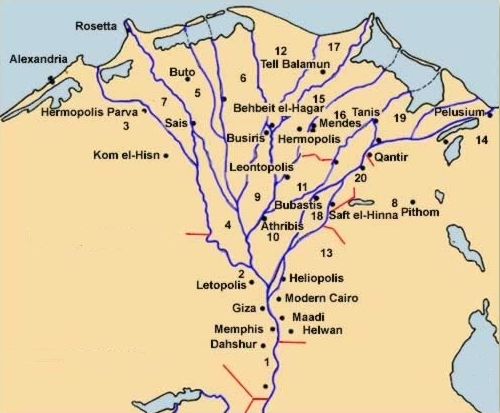
Les nomes de Basse-Égypte

Le grand dieu de Memphis était Ptah, dans laquelle un grand complexe de temples lui était dédié. Ptah formait avec Sekhmet et Néfertoum une triade très vénérée à Memphis. Le dieu Apis, très lié à Ptah, possédait également un temple à l'intérieur même de l'enceinte de ce dieu. Des catacombes situées à Saqqarah abritaient également les dépouilles de l'hypostase du dieu,. Un autre important dieu memphite, funéraire celui-ci, était Sokaris ; à partir du Moyen Empire, un synchrétisme le liant d'abord à Ptah puis à Osiris a été réalisé, formant une importante divinité funéraire nommée Ptah-Sokar-Osiris.
Une autre déesse très importante était Hathor, qui possédait d'ailleurs d'importants temples à Memphis.
La déesse Neith était également une importante déesse de la région memphite, de nombreux prêtres de cette déesse étant d'ailleurs enterrés à Saqqarah, et, bien qu'ancun temple de la déesse n'ait encore été découvert (il est possible qu'il s'agisse du temple découvert au centre de l'enceinte Nord), un temple de la déesse est mentionné dans les textes.
Amon était également vénéré à Memphis, à l'intérieur de l'enceinte de Ptah, comme l'attestent de nombreuses stèles.
Le roi Akhenaton a également édifié un temple en l'honneur de son dieu Aton.
À la fin de l'histoire égyptienne, à partir de la XXXe dynastie, se développa de nombreux cultes envers des animaux représentant les dieux, ainsi se trouvent à Saqqarah un sanctuaire dédié à Anubis, l'Anoubieion, avec ses catacombes associées, un sanctuaire dédié à Bastet, le Bubasteion, avec ses catacombes associées, enfin un temple daté de Nectanébo II autour duquel rayonnaient les catacombes des mères d'Apis, de faucons, de babouins et d'ibis.
Un autre dieu important de la région memphite était Harmakhis (ou Hor-em-akhet), c'est-à-dire « Horus dans l'horizon » : en effet, à partir du Nouvel Empire, le Sphinx de Gizeh était considéré comme la représentation du dieu.
À Gizeh, à partir de la XVIIIe dynastie, la chapelle de la pyramide de Hénoutsen, épouse de Khéops est modifiée et dédiée à « Isis, Maîtresse de la Pyramide ».
Enfin, l'un des plus importants dieux égyptiens a été fortement vénéré au cours de la Ve dynastie dans la région d'Abou Ghorab et Abousir, où près de six temples solaires ont été construits, dont seulement deux ont été retrouvés,.

## Lieux principaux
Rive est :
- Maadi (nécropole)
- Ouadi Digla (nécropole)
- Tourah (nécropole et carrière)
- Helwan (nécropole)
- El-Omari (nécropole)

Rive ouest :
- Memphis
- Zaouiet el-Aryan (nécropole)
- Abou Ghorab (nécropole)
- Abousir (nécropole)
- Kôm el-Fakhry (nécropole)[43]
- Saqqarah (nécropole)
- Dahchour (nécropole)
- Mazghouna (nécropole)
- Sakhebou ? (localisation exacte inconnue, la ville pourrait se situer dans le nome de la Cuisse)

Aujourd'hui la zone fait partie du gouvernorat de Helwan.